# 第二意大利军团
第二意大利军团（英語：Legio II Italica）古罗马军队建制名称。由罗马帝国君主马可·奥勒留于公元165年建立，约存在于公元5世纪前后。活动于多瑙河流域并发挥相关之作用，具有重要地影响与积极意义。